# نیکولا پیزانو

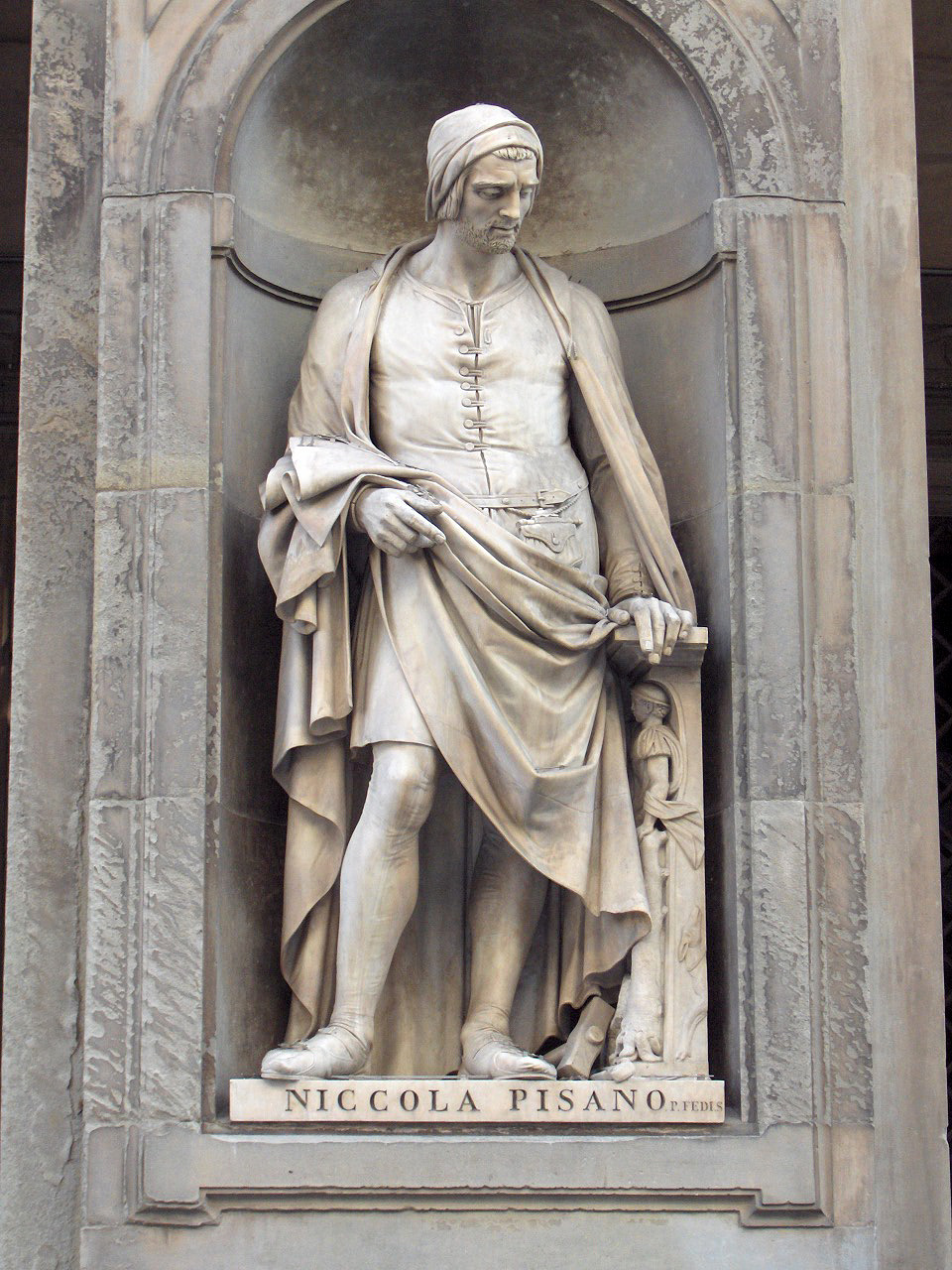
مجسمه یادبود نیکلا پیزانو در اوفیتزی فلورانس

نیکولا پیزانو (انگلیسی: Nicola Pisano)، مجسمه‌ساز، و معمار اهل ایتالیا بود. او سبک مجسمه‌های رومی را برای اولین بار در قرن ۱۲ میلادی در کلیسا به کار برد. از برخی جوانب پیزانو پایه‌گذار مجسمه‌سازی مدرن محسوب می‌شود.